# Mrtvé město (Korngold)
Mrtvé město (v originále Die tote Stadt) je raná opera rakouského skladatele Ericha Wolfganga Korngolda. Libreto vychází z románu Bruges-la-morte (1892) od Georga Rodenbacha. Premiéra opery se odehrála 4. prosince 1920 současně v Kolíně n. Rýnem a Hamburku. Určitou zajímavostí je, že za jménem libretisty Paula Schotta se skrývá skladatelův otec Julius, vlivný vídeňský hudební kritik, v té době šedesátiletý. Na tvorbě libreta se ale podílel sám skladatel.

## Inscenační historie
Po premiéře následovaly v Evropě v rychlém sledu tucty inscenací. 4. února 1922 bylo Mrtvé město uvedeno na prknech Nového německého divadla v Praze.
Prvé pokusy o znovuoživení díla nastaly v roce 1955. Zásadní pak byly inscenace ve vídeňské Volksoper (1967), v New York City Opera (1975), v Deutsche Oper Berlin a Wiener Staatsoper (1983, respektive 1985). V posledním letech tak obliba této opery neustále roste a můžeme se s ním čím dál častěji setkávat na řadě operních scén Evropy i Ameriky. V Česku ji mělo v plánu naposledy inscenovat v roce 2020 ostravské Národní divadlo moravskoslezské.

## Charakteristika díla
Opera stojí na pomezí verismu a expresionismu. Je osobitě melodická, dynamická, plná velkých a vypjatých emocí a zvukově neotřele bohatá. Pěveckými nároky na ústřední dvojici Paula a Marietty připomíná téměř Wagnerova Tristana a Isoldu. Hlavní melodie opery, píseň Marietty z prvního dějství, patří mezi skutečné operní hity. 
Příběh nemá daleko k podvědomí a psychoanalýze, děj je osudově temný, fantaskní a surrealistický.

## Základní děj opery
Příběh Mrtvého města zavede diváky do vlámského města Bruggy, kam se po smrti své mladé ženy přestěhuje její manžel Paul. Paul trpí utkvělou touhou, že se jeho zesnulá manželka Marie vrátí. Fyzicky mu ji připomíná tanečnice Marietta, se kterou se sblíží, ač je charakterově úplně jiná. Jak byla Marie poddajná, ušlechtilá a milující, tak je Marietta rozmarná, náladová, nestálá a někdy i krutá k mužům, kteří ji milují. Vše co se kolem Paula děje je ale horečnatý sen. Když se na jeho konci probouzí, je Paul od svých představ konečně osvobozen. Dochází k názoru, že spojení s mrtvou v tomto životě není možné a odchází navždy spolu se svým přítelem Frankem z Brugg.   